# Boston Marathon 1968
De Boston Marathon 1968 werd gelopen op vrijdag 19 april 1968. Het was de 72e editie van de Boston Marathon. De Amerikaan Amby Burfoot kwam als eerste over de streep in 2:22.17.
Aan deze wedstrijd mochten geen vrouwen deelnemen. Toch slaagde Roberta Gibb er als vrouw in de marathon te voltooien met een tijd van 3 uur en 40 minuten. Het duurde tot 1992 voordat haar prestatie officieel erkend werd.

## Uitslagen

### Mannen
| rang   | naam                 | land | tijd    |
| ------ | -------------------- | ---- | ------- |
| Goud   | Amby Burfoot         | USA  | 2:22.17 |
| Zilver | Bill Clark           | USA  | 2:22.49 |
| Brons  | Alfredo Penaloza     | MEX  | 2:25.06 |
| 4      | Pablo Garrido        | MEX  | 2:25.07 |
| 5      | Ron Daws             | USA  | 2:29.17 |
| 6      | Robert Deines        | USA  | 2:30.13 |
| 7      | José García Gaspar   | MEX  | 2:30.29 |
| 8      | Mikko Ala-Lappilampi | FIN  | 2:31.35 |
| 9      | Danny McFadzean      | USA  | 2:32.27 |
| 10     | Gary Muhrcke         | USA  | 2:34.15 |

### Vrouwen
| rang   | naam                | land | tijd       |
| ------ | ------------------- | ---- | ---------- |
| Goud   | Roberta Louise Gibb | USA  | 3:40.00,00 |
| Zilver | Kathrine Switzer    | USA  | 3:45.00,00 |
| Brons  | Elaine Pederson     | USA  | 4:30.00,00 |

1897 ·
1898 ·
1899 ·
1900 ·
1901 ·
1902 ·
1903 ·
1904 ·
1905 ·
1906 ·
1907 ·
1908 ·
1909 ·
1910 ·
1911 ·
1912 ·
1913 ·
1914 ·
1915 ·
1916 ·
1917 ·
1918 ·
1919 ·
1920 ·
1921 ·
1922 ·
1923 ·
1924 ·
1925 ·
1926 ·
1927 ·
1928 ·
1929 ·
1930 ·
1931 ·
1932 ·
1933 ·
1934 ·
1935 ·
1936 ·
1937 ·
1938 ·
1939 ·
1940 ·
1941 ·
1942 ·
1943 ·
1944 ·
1945 ·
1946 ·
1947 ·
1948 ·
1949 ·
1950 ·
1951 ·
1952 ·
1953 ·
1954 ·
1955 ·
1956 ·
1957 ·
1958 ·
1959 ·
1960 ·
1961 ·
1962 ·
1963 ·
1964 ·
1965 ·
1966 ·
1967 ·
1968 ·
1969 ·
1970 ·
1971 ·
1972 ·
1973 ·
1974 ·
1975 ·
1976 ·
1977 ·
1978 ·
1979 ·
1980 ·
1981 ·
1982 ·
1983 ·
1984 ·
1985 ·
1986 ·
1987 ·
1988 ·
1989 ·
1990 ·
1991 ·
1992 ·
1993 ·
1994 ·
1995 ·
1996 ·
1997 ·
1998 ·
1999 ·
2000 ·
2001 ·
2002 ·
2003 ·
2004 ·
2005 ·
2006 ·
2007 ·
2008 ·
2009 ·
2010 ·
2011 ·
2012 ·
2013 ·
2014 ·
2015 ·
2016 ·
2017 ·
2018 ·
2019 ·
2020 ·
2021 ·
2022